# 博尔姆拉罗什
博尔姆拉罗什（法語：Baulme-la-Roche，法語發音：[bo(l)m la ʁɔʃ]）是法国科多尔省的一个市镇，位于该省中部，属于第戎区。

## 地理
博尔姆拉罗什（47°20'46"N, 4°47'56"E）面积6.69 平方千米，位于法国勃艮第-弗朗什-孔泰大區科多尔省，该省份为法国中东部省份，北起奥布省，西接涅夫勒省和约讷省，南至索恩-卢瓦尔省，东南接汝拉省，东临上索恩省，东北部与上马恩省接壤。
与博尔姆拉罗什接壤的市镇（或旧市镇、城区）包括：庞日、萨维尼苏马兰、昂塞、上布莱西、马兰。

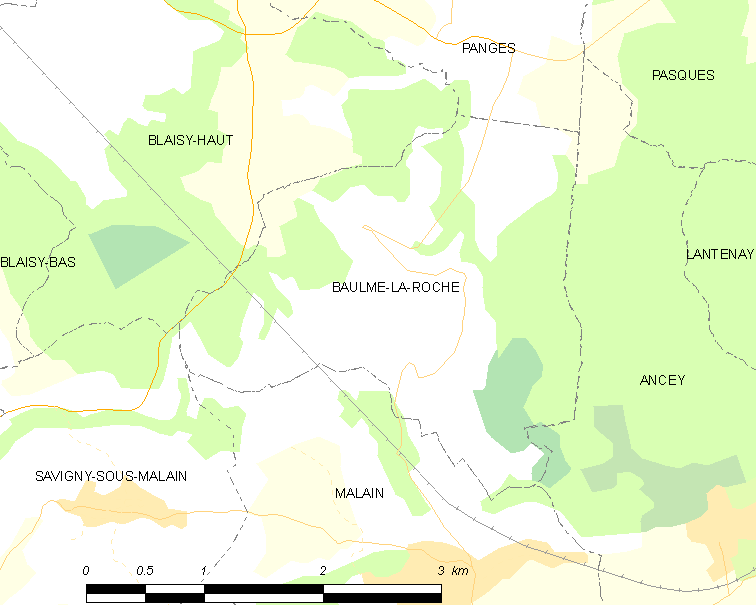
博尔姆拉罗什的OSM定位图

博尔姆拉罗什的时区为UTC+01:00、UTC+02:00（夏令时）。

## 行政
博尔姆拉罗什的邮政编码为21410，INSEE市镇编码为21051。

## 政治
博尔姆拉罗什所属的省级选区为塔朗县。

## 人口

1962-2008年间博尔姆拉罗什人口变化图示

博尔姆拉罗什于2022年1月1日时的人口数量为92人。